# Mario Monje
Mario Monje Molina (Irupana, Bolivia; 29 de marzo de 1929 - Moscú, Rusia; 15 de enero de 2019) fue un político boliviano, fundador y secretario general del Partido Comunista de Bolivia. Especialmente, ha sido analizado el papel que desempeñó en relación con la actividad guerrillera que Ernesto Che Guevara inició en 1966 y en la cual resultó muerto el revolucionario argentino.

## Biografía
Mario Monje Molina nació el 29 de marzo de 1929 en la localidad de Irupana en la provincia de Sud Yungas del departamento de La Paz. Fue hijo de Rosa Molina y hermano de Myriam Almira Monje Molina, destacada militante comunista. Fue uno de los fundadores en 1950 y luego secretario general del Partido Comunista de Bolivia.
En la década de 1960, el Partido Comunista de Bolivia, ya dirigido por Mario Monje, mantenía una posición ambigua frente a la lucha armada que impulsaba Cuba desde el triunfo de la Revolución cubana en 1959. Por un lado, el propio Monje y otros militantes del partido habían recibido entrenamiento militar en Cuba. Por otro lado, Monje y otros dirigentes habían expresado en algunas circunstancias su oposición a una acción guerrillera en Bolivia. La posición de Mario Monje y del PC boliviano ha sido muy cuestionada frente a la acción de Ernesto Che Guevara y sus hombres en Bolivia. A su vez, el Partido Comunista compitió en las elecciones de 1966, en las que consiguió sólo el 3 % de los votos bajo la sigla Frente de Liberación Nacional (FLIN).
El 31 de diciembre de 1966, Monje y Guevara mantuvieron una conocida reunión en el campamento guerrillero de Ñancahuazú, en el que aquel habría reclamado el mando de las tropas, sosteniendo que no estaba dispuesto a aceptar que personas extranjeras estuvieran al mando de un ejército guerrillero en su país. Guevara se opuso por varias razones. Aunque la reunión terminó en forma aparentemente amable y Monje prometió volver y renunciar a la dirección de su partido para cumplir con sus compromisos, de hecho no volvió y tuvo una acción ampliamente cuestionada. De todos modos, varios miembros del PCB combatieron y murieron en Ñancahuazú y posteriormente se unieron a las filas del ELN. Mario Monje fue considerado por Fidel Castro como un traidor en la gesta revolucionaria del Che Guevara en Bolivia («Una Introducción necesaria», prefacio al Diario del Che en Bolivia), así como gran parte de los sectores de izquierda que abogaban por la lucha armada.
Según algunos sin lograrse confirmación, algún tiempo después de los sucesos de la guerrilla apareció colada en la puerta de su domicilio una amenaza de muerte proferida por el ELN (Ejército de Liberación Nacional). Por ello abandonó el país en la década de 1980 para vivir en Moscú, realizando varias visitas a su natal Bolivia siempre en la clandestinidad y sin hacer mayores aclaraciones, excepto pocas en las que defendió un relato ambiguo y luego acusador de Guevara.
En la segunda parte en que se dividió el filme Che» (2008), titulada Guerrilla, dirigida por Steven Soderbergh, se habla de la labor del Che en Bolivia. El actor Lou Diamond Phillips interpretó el personaje de Monje.
Monje murió el 15 de enero de 2019 en la ciudad de Moscú, capital de Rusia. Vivió en ese país desde 1971, cuando fue exiliado, sorprendentemente, por el gobierno de Hugo Banzer.